# 9184 Vasilij
9184 Vasilij este un asteroid din centura principală de asteroizi.

## Descriere
9184 Vasilij este un asteroid din centura principală de asteroizi. A fost descoperit pe 2 august 1991 la Observatorul La Silla de Eric Walter Elst. El prezintă o orbită caracterizată de o semiaxă mare de 2,31 ua, o excentricitate de 0,10 și o înclinație de 4,8° în raport cu ecliptica.